# Craig Shelton
Craig Anthony Shelton (Washington, 1º maggio 1957) è un ex cestista statunitense, professionista nella NBA e in Italia.

## Carriera
Craigh frequenta le giovanili nella Dunbar High School, poi nella Georgetown University, successivamente due stagioni nella NBA (Atlanta Hawks) e poi i Lancaster Lightning con i quali vince il campionato nel 1982 (CBA).
In Italia gioca dapprima a Forlì nel 1982-83, poi due stagioni a Mestre (1983-85), poi una a Trieste (1985-86).

## Palmarès
- Campione CBA (1982)